# Nicerat (escultor)
Nicerat (Niceratus, Nikératos Νικήρατος) fou un escultor grec d'Atenes, fill d'Euctemó.
Va florir segons Plini el Vell, en temps d'Alcibíades, del qual i de la seva mare Demareta, va fer estàtues. També va esculpir l'Esculapi a Hygieia que es conservava en temps de Plini el Vell al temple de la Concòrdia a Roma. Tatià esmenta les estàtues de Telesil·la i Glaucippe.